# Humanisme et entreprise
Humanisme et entreprise est une revue scientifique française, multidisciplinaire, à comité de lecture et qui publie principalement des articles dans le domaine du management des organisations.

## Présentation
Fondée en 1959 par Charles-Pierre Guillebeau, la revue propose 4 numéros par an.